# György Garics
György „Gyuri“ Garics [ˈɟørɟ ˈgɒriʧ] (* 8. März 1984 in Szombathely, Ungarn) ist ein ehemaliger österreichischer Fußball-Nationalspieler. Garics konnte sowohl in der rechten Verteidigung als auch im rechten Mittelfeld spielen. Im Juli 2017 beendete Garics seine Karriere im Profifußball, meinte aber im Amateurfußball weiterspielen zu wollen.
Heute (Stand: 2021) lebt Garics mit seiner Familie in der Lombardei und ist als Geschäftsmann tätig. Er besitzt mehrere Eigentumswohnungen in Wien, von denen er die erste mit 21 Jahren gekauft hat, und ist Teilhaber eines Juwelierunternehmens.
An der Amalfiküste eröffnete er zu Ostern 2019 zusammen mit seiner Ehefrau ein kleines Boutique-Hotel mit neun Doppelzimmern; 2021 wird von Garics in Neapel ein 7000 Quadratmeter großes Sportzentrum eröffnet.

## Karriere
Der gebürtige Ungar Garics zog als 14-Jähriger von Szombathely nach Wien, um dem Rapid-Nachwuchs beizutreten. Gleichzeitig wurde er in die Wiener Kooperationsschule ORG Maroltingergasse eingeschult, an dem er die Matura mit „ausgezeichnetem Erfolg“ bestand. Im Alter von 17 Jahren wechselte Garics vom Nachwuchs zu den Rapid-Amateuren. Bereits einen Tag nach seiner Einbürgerung spielte der damals 19-Jährige in der österreichischen U-21-Nationalmannschaft.
Sein Debüt für den SK Rapid Wien absolvierte Garics mit 18 Jahren im September 2002 unter Trainer Josef Hickersberger. 2005 wurde er mit Rapid österreichischer Meister, im Sommer 2006 wurde zunächst mit dem FC Turin über einen Wechsel verhandelt, der aber letztendlich nicht zustande kam. Am 29. August 2006 wechselte er dennoch um eine Transfersumme von 700.000 Euro zum SSC Neapel in die italienische Serie B. Garics erkämpfte sich bei Neapel einen Stammplatz und stieg nach der Saison 2006/07 in die italienische Serie A auf. In der Saison 2007/08 gelang ihm sein erster Treffer bei einem 3:1-Sieg gegen die AC Mailand.
Zum 1. Juli 2008 wechselte Garics zum Ligakonkurrenten Atalanta Bergamo. Die Transferrechte verblieben zur Hälfte beim SSC Neapel. Im Sommer 2009 wurden die restlichen Transferrechte von Atalanta aufgekauft und Garics erhielt einen Dreijahresvertrag.
Am 10. August 2010 wechselte Garics für rund drei Millionen Euro zum FC Bologna, bei dem er einen Vierjahresvertrag unterschrieb.
Aufgrund eines bei einem Trainingsspiel zugezogenen Riss des vorderen Kreuzbandes sowie eines Meniskusschadens wurde Garics am 8. Februar 2011 operiert. Mit Anfang Oktober 2011 stieg er schließlich wieder ins Mannschaftstraining ein und gab am 26. Oktober 2011 beim 1:0-Sieg gegen Chievo Verona sein Comeback in der Startformation.
Zur Saison 2015/16 wechselte Garics zum deutschen Bundesligisten SV Darmstadt 98. Er unterschrieb einen Vertrag mit einer Laufzeit bis zum 30. Juni 2017. Im August 2016 löste er seinen Vertrag in Darmstadt auf.
Nachdem Garics ein Jahr ohne Verein war, gab er im Juli 2017 sein Ausscheiden aus dem Profifußball bekannt. Er kehrte nach Italien zurück und wurde vom Serie-D-Klub Imolese Calcio 1919 verpflichtet.

## Nationalmannschaft
Garics war Mannschaftskapitän der österreichischen U-21-Nationalmannschaft.
Im Jahr 2006 wurde Garics von seinem ehemaligen Vereinstrainer und damaligen ÖFB-Teamchef Josef Hickersberger in die Nationalmannschaft einberufen. Am 6. Oktober 2006 gab er im Länderspiel gegen Liechtenstein als Einwechselspieler sein Länderspieldebüt und erzielte beim 2:1-Sieg auch ein Tor. Aufgrund seiner Leistungen in der italienischen Liga wurde er am 28. Mai 2008 in den österreichischen Kader für die Europameisterschaft 2008 einberufen, bei der er die Spiele gegen Polen und Deutschland absolvierte.
Unter dem österreichischen Teamchef Dietmar Constantini wurde Garics lange Zeit nicht für ein Länderspiel nominiert, was zu einem öffentlichen Streit zwischen beiden führte. Anfang November 2010 sorgte Garics dann mit einem Interview in der Zeitschrift Sport-Woche für Aufsehen. In diesem warf er Constantini u. a. vor, „keine Eier und kein Rückgrat“ zu besitzen und bemängelte dessen Fähigkeiten als Trainer. Außerdem erklärte er, er werde unter Constantini nicht mehr für die Nationalmannschaft auflaufen. Im Februar 2012 wurde er vom neuen Teamchef Marcel Koller wieder in den Kader nominiert und kam beim 3:1-Sieg über Finnland zum Einsatz. Am 22. März 2013 erzielte er beim 6:0 über die Färöer-Inseln das letzte Tor.
Bei der Fußball-Europameisterschaft 2016 in Frankreich wurde er in das Aufgebot Österreichs aufgenommen. Er war einer von zwei Feldspielern, zusammen mit Markus Suttner, die im Turnier nicht zum Einsatz kamen.

## Erfolge
- Österreichischer Meister: 2005
- Österreichischer Cupfinalist: 2005
- Teilnahme an der Europameisterschaft: 2008 (Gruppenphase)